# آن بروستر
آن بروستر (بالإنجليزية: Ann Brewster)‏ هي رسامة بالرصاص ورسامة توضيحية ورسامة كارتون أمريكية، ولدت في 20 نوفمبر 1918 في نيويورك في الولايات المتحدة، وتوفي بنفس المكان في 9 يوليو 2005.